# U23-Leichtathletik-Länderkampf der Männer und Frauen 1990 Spanien – BR Deutschland – Frankreich – Großbritannien
| 7. Leichtathletik-Länderkampf mit bundesdeutscher Beteiligung 1990                               | 7. Leichtathletik-Länderkampf mit bundesdeutscher Beteiligung 1990 |
| ------------------------------------------------------------------------------------------------ | ------------------------------------------------------------------ |
|                                                                                                  |                                                                    |
| U23-Ländervergleich der Männer und Frauen Spanien – BR Deutschland – Frankreich – Großbritannien |                                                                    |
| Austragungsort                                                                                   | Dénia                                                              |
| Wettbewerbe                                                                                      | U23-Männer: 20 U23-Frauen: 16                                      |
| Datum                                                                                            | 12. Juli                                                           |
| 1. FRA 2. FRG 3. GBR 4. ESP                                                                      | 398 Punkte 318 Punkte 293 Punkte 248 Punkte                        |
| 0Teilwertung U23 Männer                                                                          | 1. FRA0000218 P 2. GBR0000170 P 3. FRG0000164 P 4. ESP0000150 P    |
| 0Teilwertung U23 Frauen                                                                          | 1. FRA0000180 P 2. FRG0000154 P 3. GBR0000123 P 4. ESP0000098 P    |
| Chronik                                                                                          |                                                                    |
| ← FRG-GBR-SUI 007kampf U21 (F)                                                                   | FRG-GBR-URS00 Mehrkampf (M/F) →                                    |

Der siebte Vergleich des Länderkampfjahres 1990 war wieder eine Begegnung mit Gesamtwertung für Männer und Frauen. Es war der erste und einzige Länderkampf dieser Saison mit dem allgemeinen leichtathletischen Programm. Am 21. Juli trafen die bundesdeutschen U23-Leichtathleten in Dénia an der spanischen Ostküste zum ersten Mal in dieser Zusammensetzung der beteiligten Länder auf Spanien, Frankreich und Großbritannien.

## Modus
Außer im Laufbereich, im Gehen und Mehrkampf wurden bei den Männern alle olympischen Wettbewerbe ausgetragen, insgesamt zwanzig Disziplinen gab es. Anstelle der beiden Bahnlangstrecken über 5000 und 10.000 Meter stand ein Rennen über 3000 Meter auf dem Programm. Außerdem fand ein Gehen über 10.000 Meter statt. So fehlten im Männerbereich aus dem olympischen Wettbewerbskatalog nur der 5000- und 10.000-Meter-Lauf, der Marathonlauf, das 20- und 50-km-Gehen sowie der Zehnkampf. Bei den Frauen wurden außer dem Siebenkampf alle damaligen olympischen Frauenwettbewerbe ausgetragen. Zusätzlich stand ein Gehen über 5000 Meter auf dem Programm. Insgesamt waren es sechzehn Disziplinen.
Sowohl in der Männer- als auch in der Frauenteilwertung des Länderkampfs startete jedes Team mit zwei Teilnehmern je Wettbewerb. Für den ersten Platz gab es neun Punkte, für den zweiten sieben, den dritten sechs, den vierten fünf Punkte usw. In den Staffeln wurden neu zu sechs zu drei Punkte zu eins Punkt verteilt.

## Ergebnis
Bei den männlichen U23-Sportlern punktete Spanien im Laufbereich mit fünf Siegen in den Disziplinwertungen. Je ein Sieg ging hier an die anderen drei Länder. In einem weiteren Wettbewerb lagen die Bundesrepublik und Spanien gleichauf. Von den Staffeln gewannen Frankreich und Deutschland je eine. Das Gehen entschied Frankreich mit einem Doppelerfolg für sich. Auch in den Sprüngen war Frankreich mit drei Disziplingewinnen das stärkste Team. Der Weitsprung ging auf das Konto der Bundesrepublik. In der Kategorie Wurf/Stoß verbuchten Frankreich und die Bundesrepublik je zwei Siege auf ihrem Konto, die bundesdeutschen Athleten errangen dabei zwei Doppelerfolge, während Frankreich ohne Doppelerfolg blieb. Die Teilwertung der U23-Männer ging mit 218 Punkten an Frankreich. Durch viele vordere Platzierungen sammelte Großbritannien 170 Punkte, was für Platz zwei reichte. Mit 164 Punkten folgte die Bundesrepublik knapp dahinter auf dem dritten Rang vor Gastgeber Spanien – mit 150 Punkten auch nicht weit zurück.
Auch bei den U23-Frauen erwies sich Frankreich als das stärkste Team. Im Laufbereich gab es vier französische und drei bundesdeutsche Disziplingewinne. Einen Wettbewerb teilten sich die beiden Nationen darüber hinaus, während Spanien und Großbritannien hier leer ausgingen. Beide Staffeln sicherten sich die Französinnen. Im Gehen lag Spanien vorn. Beide Sprungdisziplinen gingen an die Bundesrepublik. Im Bereich Wurf/Stoß entschied Frankreich zwei Wettbewerbe für sich, den dritten teilten sich Deutschland und Frankreich. Mit 180 Punkten gewann Frankreich die Teilwertung für die U23-Frauen. Die bundesdeutschen Sportlerinnen waren als Zweite mit 154 Punkten um einen Rang besser platziert als ihre männlichen Kollegen. Mit 123 Punkten lagen die Britinnen auf Rang drei vor den auch hier viertplatzierten Spanierinnen, die mit 98 Punkten deutlich dahinter folgten.
Die Franzosen, die beide Teilwertungen für sich entschieden hatten, siegten damit auch in der Gesamtwertung, in der sie 398 Punkte errangen. Zweiter wurde die Bundesrepublik Deutschland mit 318 Punkten vor Großbritannien (293 Punkte). Den vierten Platz belegte mit 248 Punkten Gastgeber Spanien.

## Legende
Kurze Übersicht zur Bedeutung der Symbolik – so üblicherweise auch in sonstigen Veröffentlichungen verwendet:
| DNF | nicht im Ziel (did not finish)                               |
| DSQ | disqualifiziert                                              |
| NMH | keine Höhe (No Mark)                                         |
| ogV | ohne gültigen Versuch                                        |
| w   | Rückenwindunterstützung über dem erlaubten Limit von 2,0 m/s |

## Einzelresultate U23-Männer

### Teilwertung
| Platz | Land           | Punkte |
| ----- | -------------- | ------ |
| 1     | Frankreich     | 218    |
| 2     | Großbritannien | 170    |
| 3     | BR Deutschland | 164    |
| 4     | Spanien        | 150    |

### 100 m
| Platz | Athlet             | Land | Zeit (s) |
| ----- | ------------------ | ---- | -------- |
| 1     | Darren Braithwaite | GBR  | 10,69    |
| 2     | Éric Perrot        | FRA  | 10,86    |
| 3     | Courtney Rumbolt   | GBR  | 10,86    |
| 4     | Arnold Zawitzki    | FRG  | 10,86    |
| 5     | Pascal Théophile   | FRA  | 10,94    |
| 6     | Luis Turón         | ESP  | 10,97    |
| 7     | Carlos De Mingo    | ESP  | 11,01    |
| 8     | Matthias Schlicht  | FRG  | 11,13    |

Wind: −4,3 m/s

### 200 m
| Platz | Athlet               | Land | Zeit (s) |
| ----- | -------------------- | ---- | -------- |
| 1     | Enrique Talavera     | ESP  | 21,53    |
| 2     | Olivier Théophile    | FRA  | 21,93    |
| 3     | John Kenny           | GBR  | 21,94    |
| 4     | Courtney Rumbolt     | GBR  | 22,06    |
| 5     | Laurent Leconte      | FRA  | 22,11    |
| 6     | Björn Sinnhuber      | FRG  | 22,16    |
| 7     | Johannes Wischerhoff | FRG  | 22,19    |
| 8     | Miguel Ángel Gómez   | ESP  | 22,33    |

Wind: −3,0 m/s

### 400 m
| Platz | Athlet             | Land | Zeit (s) |
| ----- | ------------------ | ---- | -------- |
| 1     | David McKenzie     | GBR  | 46,79    |
| 2     | Manuel Moreno      | ESP  | 46,84    |
| 3     | José Luis Palacios | ESP  | 47,09    |
| 4     | Kai Karsten        | FRG  | 47,21    |
| 5     | André Jaffory      | FRA  | 47,53    |
| 6     | Wayne MacDonald    | GBR  | 47,77    |
| 7     | Cristophe Goris    | FRA  | 47,78    |
| 8     | Klaus Weigelt      | FRG  | 48,10    |

### 800 m
| Platz | Athlet               | Land | Zeit (min) |
| ----- | -------------------- | ---- | ---------- |
| 1     | Frédéric Sille       | FRA  | 1:47,94    |
| 2     | Victor Rojas         | ESP  | 1:50,09    |
| 3     | Luis Javier González | ESP  | 1:50,11    |
| 4     | Joachim Dehmel       | FRG  | 1:50,15    |
| 5     | Terry West           | GBR  | 1:50,53    |
| 6     | Jason Lobo           | GBR  | 1:51,71    |
| 7     | David de Carpentry   | FRA  | 1:51,81    |
| 8     | Alexander Dehmel     | FRG  | 1:53,95    |

### 1500 m
| Platz | Athlet             | Land | Zeit (min) |
| ----- | ------------------ | ---- | ---------- |
| 1     | Juan Viudes        | ESP  | 3:47,23    |
| 2     | Steve Halliday     | GBR  | 3:47,24    |
| 3     | Andrés Manuel Díaz | ESP  | 3:50,96    |
| 4     | François Peyroux   | FRA  | 3:52,13    |
| 5     | David Wilson       | GBR  | 3:52,19    |
| 6     | Franck Teyssier    | FRA  | 3:52,75    |
| 7     | Thomas Teger       | FRG  | 3:54,46    |
| 8     | Michael Kluwe      | FRG  | 3:55,38    |

### 3000 m
| Platz | Athlet           | Land | Zeit (min) |
| ----- | ---------------- | ---- | ---------- |
| 1     | Carlos Adán      | ESP  | 8:03,38    |
| 2     | Kamel Bouhaloufa | FRA  | 8:05,32    |
| 3     | John Mayock      | GBR  | 8:06,49    |
| 4     | Darren Mead      | GBR  | 8:06,97    |
| 5     | Teodora Cunado   | ESP  | 8:08,70    |
| 6     | Gilbert Dura     | FRA  | 8:09,79    |
| 7     | Marc Möller      | FRG  | 8:24,83    |
| 8     | Stefan Gotschke  | FRG  | 8:35,15    |

### 110 m Hürden
| Platz | Athlet             | Land | Zeit (s) |
| ----- | ------------------ | ---- | -------- |
| 1     | Dietmar Koszewski  | FRG  | 13,77    |
| 2     | Dan Philibert      | FRA  | 13,84    |
| 3     | Sébastien Thibault | FRA  | 13,93    |
| 4     | Helge Bormann      | FRG  | 14,39    |
| 5     | Brett St. Louis    | GBR  | 14,57    |
| 6     | Rhys Davies        | GBR  | 14,58    |
| 7     | Jesus Caton        | ESP  | 14,97    |
| 8     | Pablo Martin       | ESP  | 15,04    |

Wind: +0,9 m/s

### 400 m Hürden
| Platz | Athlet             | Land | Zeit (s) |
| ----- | ------------------ | ---- | -------- |
| 1     | Santiago Fraga     | ESP  | 51,16    |
| 2     | Udo Schiller       | FRG  | 51,31    |
| 3     | Rainer Siebold     | FRG  | 51,70    |
| 4     | Lawrence Lynch     | GBR  | 51,89    |
| 5     | David Sanahuja     | ESP  | 52,47    |
| 6     | Stéphane Diagana   | FRA  | 52,57    |
| 7     | Stéphane Traverini | FRA  | 52,62    |
| 8     | Rob Brown          | GBR  | 52,99    |

### 3000 m Hindernis
| Platz | Athlet               | Land | Zeit (min) |
| ----- | -------------------- | ---- | ---------- |
| 1     | Juan Azkueta         | ESP  | 8:41,8     |
| 2     | Norbert Wildner      | FRG  | 8:43,2     |
| 3     | Ramiro Morán         | ESP  | 8:50,0     |
| 4     | Fabien Lacan         | FRA  | 8:50,3     |
| 5     | Kim Bauermeister     | FRG  | 8:51,0     |
| 6     | Jean-François Berton | FRA  | 8:52,4     |
| 7     | Justin Chaston       | GBR  | 8:59,3     |
| 8     | Spencer Duval        | GBR  | 9:12,2     |

### 4 × 100 m Staffel
| Platz | Besetzung      | Land                                                                | Zeit (s) |
| ----- | -------------- | ------------------------------------------------------------------- | -------- |
| 1     | Frankreich     | Laurent Nevo Olivier Théophile Pascal Théophile Éric Perrot         | 40,21    |
| 2     | Großbritannien | Ray Burke Darren Braithwaite John Kenny Fugalo                      | 40,30    |
| 3     | Spanien        | Carlos De Mingo Luis Turón Francisco Samaniego Enrique Talavera     | 40,34    |
| 4     | BR Deutschland | Matthias Schlicht Arnold Zawitzki Björn Sinnhuber Dietmar Koszewski | 40,64    |

### 4 × 400 m Staffel
| Platz | Besetzung      | Land                                                                  | Zeit (min) |
| ----- | -------------- | --------------------------------------------------------------------- | ---------- |
| 1     | BR Deutschland | Kai Karsten Udo Schiller Michael Grün Marc Eggers                     | 3:06,90    |
| 2     | Großbritannien | Wayne MacDonald Mark Davidson David McKenzie Timothy O'DellDell       | 3:07,11    |
| 3     | Frankreich     | Christophe Zapata Franck Mence Thierry Jean-Charles Christian Cornano | 3:07,57    |
| 4     | Spanien        | José Luis Palacios Mohedano Miguel Cuesta Manuel Moreno               | 3:07,94    |

### 10.000-m-Gehen
| Platz | Athlet               | Land | Höhe (m) |
| ----- | -------------------- | ---- | -------- |
| 1     | Denis Langlos        | FRA  | 42:06,98 |
| 2     | Jean-Oliver Brosseau | FRA  | 42:14,40 |
| 3     | Darren Stone         | GBR  | 42:21,26 |
| 4     | Miguel Ángel García  | ESP  | 42:27,52 |
| 5     | Gareth Holloway      | GBR  | 47:30,36 |
| DNF   | Andreas Luttmann     | FRG  |          |
| DNF   | Peter Zanner         | FRG  |          |

Ein zweiter spanischer Geher ist in der Ergebnisübersicht des DLV-Jahrbuchs 1990/91 nicht aufgelistet.

### Hochsprung
| Platz | Athlet               | Land | Höhe (m) |
| ----- | -------------------- | ---- | -------- |
| 1     | Joël Vincent         | FRA  | 2.23     |
| 2     | Jean-Charles Gicquel | FRA  | 2.21     |
| 3     | John Holman          | GBR  | 2.21     |
| 4     | Wolfgang Kreißig     | FRG  | 2.12     |
| 5     | Rainer Wegmann       | FRG  | 2,05     |
| 6     | John Hopper          | GBR  | 2,05     |
| 7     | Roberto Sánchez      | ESP  | 2,05     |
| 8     | Jesús Merino         | ESP  | 2,00     |

### Stabhochsprung
| Platz | Athlet              | Land | Höhe (m) |
| ----- | ------------------- | ---- | -------- |
| 1     | Philippe d’Encausse | FRA  | 5,30     |
| 2     | Oliver Lelong       | FRA  | 5,20     |
| 3     | Hartmut Erdle       | FRG  | 5,10     |
| 4     | Mark Osenberg       | FRG  | 5,10     |
| 5     | Neil Winter         | GBR  | 5,00     |
| 6     | Carlos Aragon       | ESP  | 4,90     |
| 7     | Jon Lizeaga         | ESP  | 4,90     |
| 8     | Mark Hodgkinson     | GBR  | 4,70     |

### Weitsprung
| Platz | Athlet             | Land | Weite (m) |
| ----- | ------------------ | ---- | --------- |
| 1     | Alexander Bub      | FRG  | 7,82      |
| 2     | Rudy Verbecke      | FRA  | 7,78      |
| 3     | Paul Johnson       | GBR  | 7,73      |
| 4     | Kevin Liddington   | GBR  | 7,64      |
| 5     | Wolfgang Schneider | FRG  | 7,62      |
| 6     | Franck Monnel      | FRA  | 7,49      |
| 7     | Francisco García   | ESP  | 7,32      |
| 8     | Florentino Galaviz | ESP  | 7,21      |

### Dreisprung
| Platz | Athlet           | Land | Weite (m) |
| ----- | ---------------- | ---- | --------- |
| 1     | Georges Sainte   | FRA  | 16,82     |
| 2     | Alex Norca       | FRA  | 16,40     |
| 3     | Courtney Charles | GBR  | 16,38     |
| 4     | Javier Iglesias  | ESP  | 15,77     |
| 5     | Peter Akwaboah   | GBR  | 15,66     |
| 6     | Raúl Chapado     | ESP  | 15,65     |
| 7     | Hrvoje Verzi     | FRG  | 15,54     |
| 8     | Ralf Behle       | FRG  | 15,48     |

### Kugelstoßen
| Platz | Athlet            | Land | Weite (m) |
| ----- | ----------------- | ---- | --------- |
| 1     | Oliver Dück       | FRG  | 18,93     |
| 2     | Andreas Deuschle  | FRG  | 17,29     |
| 3     | Jean-Louis Lebon  | FRA  | 17,17     |
| 4     | Jean-Claude Retel | FRA  | 16,88     |
| 5     | Nigel Spratley    | GBR  | 16,46     |
| 6     | José L. Martínez  | ESP  | 16,17     |
| 7     | Mark Davies       | GBR  | 15,48     |
| 8     | Carlos Esparza    | ESP  | 15,01     |

### Diskuswurf
| Platz | Athlet             | Land | Weite (m) |
| ----- | ------------------ | ---- | --------- |
| 1     | David Martínez     | ESP  | 60,10     |
| 2     | Jean Pons          | FRA  | 58,32     |
| 3     | Michael Möllenbeck | FRG  | 57,26     |
| 4     | Jean-Claude Retel  | FRA  | 54,74     |
| 5     | Heiko Rauschke     | FRG  | 50,60     |
| 6     | Matt Symonds       | GBR  | 49,96     |
| 7     | Glen Smith         | GBR  | 49,72     |
| 8     | Abraham Delgado    | ESP  | 49,18     |

### Hammerwurf
| Platz | Athlet            | Land | Weite (m) |
| ----- | ----------------- | ---- | --------- |
| 1     | Raphaël Piolanti  | FRA  | 72,76     |
| 2     | Jason Byrne       | GBR  | 67,98     |
| 3     | F. Rougelet       | FRA  | 66,92     |
| 4     | Stefan Schuran    | FRG  | 65,96     |
| 5     | Gareth Cook       | GBR  | 64,08     |
| 6     | Stefan Fischer    | FRG  | 63,58     |
| 7     | Alejandro Marfull | ESP  | 60,90     |
| 8     | Pablo Gómez       | ESP  | 60,74     |

### Speerwurf
| Platz | Athlet             | Land | Weite (m) |
| ----- | ------------------ | ---- | --------- |
| 1     | Peter Esenwein     | FRG  | 76,10     |
| 2     | Andreas Bernecker  | FRG  | 72,80     |
| 3     | Alain Storac       | FRA  | 70,72     |
| 4     | Paul Bushnell      | GBR  | 70,00     |
| 5     | Christophe Laudat  | FRA  | 69,44     |
| 6     | Stefan Baldwin     | GBR  | 66,48     |
| 7     | Joan Segarra       | ESP  | 60,40     |
| 8     | Raimundo Fernández | ESP  | 56,68     |

## Einzelresultate U23-Frauen

### Teilwertung
| Platz | Land           | Punkte |
| ----- | -------------- | ------ |
| 1     | Frankreich     | 180    |
| 2     | BR Deutschland | 154    |
| 3     | Großbritannien | 123    |
| 4     | Spanien        | 098    |

### 100 m
| Platz | Athletin          | Land | Zeit (s) |
| ----- | ----------------- | ---- | -------- |
| 1     | Odiah Sidibé      | FRA  | 11,71    |
| 2     | Stephanie Douglas | GBR  | 11,95    |
| 3     | Cécile Peyre      | FRA  | 11,95    |
| 4     | Sallyanne Short   | GBR  | 11,96    |
| 5     | Cristina Castro   | ESP  | 11,98    |
| 6     | Yolanda Díaz      | ESP  | 12,10    |
| 7     | Melanie Paschke   | FRG  | 12,23    |
| 8     | Stefanie Hütz     | FRG  | 12,37    |

Wind: −3,8 m/s

### 200 m
| Platz | Athletin              | Land | Zeit (s) |
| ----- | --------------------- | ---- | -------- |
| 1     | Magui Nestoret        | FRA  | 23,70    |
| 2     | Megalie Simonieck     | FRA  | 24,09    |
| 3     | Sallyanne Short       | GBR  | 24,30    |
| 4     | Stephanie Douglas     | GBR  | 24,62    |
| 5     | Andrea Schmidt        | FRG  | 24,66    |
| 6     | Alicia Echenique      | ESP  | 24,95    |
| 7     | Carmen García         | ESP  | 25,22    |
| DNF   | Angelika Haggenmüller | FRG  |          |

Wind: −1,8 m/s

### 400 m
| Platz | Athletin         | Land | Zeit (s) |
| ----- | ---------------- | ---- | -------- |
| 1     | Elsa Devassoigne | FRA  | 53,08    |
| 2     | Viviane Dorsile  | FRA  | 53,45    |
| 3     | Ruth Scheppan    | FRG  | 54,35    |
| 4     | Tracey Goddard   | GBR  | 54,86    |
| 5     | Genma Bergasa    | ESP  | 55,31    |
| 6     | Karen Schiefer   | FRG  | 55,56    |
| 7     | Paulette McLean  | GBR  | 55,62    |
| 8     | Isabel Rodríguez | ESP  | 55,99    |

### 800 m
| Platz | Athletin              | Land | Zeit (min) |
| ----- | --------------------- | ---- | ---------- |
| 1     | Sabine Zwiener        | FRG  | 2:04,80    |
| 2     | Paula Fryer           | GBR  | 2:05,69    |
| 3     | Frédérique Quentin    | FRA  | 2:05,91    |
| 4     | Gabriele Schwarzbauer | FRG  | 2:07,72    |
| 5     | Patricia Djaté        | FRA  | 2:09,24    |
| 6     | Lynne Gibson          | GBR  | 2:09,49    |
| 7     | Dolores Gonzales      | ESP  | 2:10,60    |
| 8     | Marta Bosch           | ESP  | 2:11,70    |

### 1500 m
| Platz | Athletin           | Land | Zeit (min) |
| ----- | ------------------ | ---- | ---------- |
| 1     | Véronique Pongerad | FRA  | 4:22,08    |
| 2     | Maxine Newman      | GBR  | 4:23,26    |
| 3     | Laurence Vivier    | FRA  | 4:23,58    |
| 4     | Begonia Herraez    | ESP  | 4:24,47    |
| 5     | Petra Wassiluk     | FRG  | 4:25,44    |
| 6     | Dawn Harris        | GBR  | 4:25,72    |
| 7     | Mayte Montana      | ESP  | 4:26,89    |
| 8     | Corinna Schranz    | FRG  | 4:31,88    |

### 3000 m
| Platz | Athletin            | Land | Zeit (min) |
| ----- | ------------------- | ---- | ---------- |
| 1     | Béatrice Ceveno     | FRA  | 9:21,08    |
| 2     | Anke Breitenbach    | FRG  | 9:21,81    |
| 3     | Angelines Rodríguez | ESP  | 9:24,66    |
| 4     | Lourdes Miquel      | ESP  | 9:27,58    |
| 5     | Tanja Kalinowski    | FRG  | 9:29,01    |
| 6     | Susan Parker        | GBR  | 9:30,04    |
| 7     | Valerie Cauvel      | FRA  | 9:36,91    |
| 8     | Davina Manship      | GBR  | 9:44,29    |

### 100 m Hürden
| Platz | Athletin              | Land | Zeit (s) |
| ----- | --------------------- | ---- | -------- |
| 1     | Jackie Agyepong       | GBR  | 13,63    |
| 2     | Petra Hassinger       | FRG  | 13,74    |
| 3     | Amona Schneeweis      | FRG  | 13,77    |
| 4     | Cécile Cinélu         | FRA  | 13,82    |
| 5     | María José Mardomingo | ESP  | 13,88    |
| 6     | Michelle Edwards      | GBR  | 13,88    |
| 7     | Laure Dicot           | FRA  | 14,08    |
| 8     | M.-Jesús Castillo     | ESP  | 14,65    |

Wind: −1,4 m/s

### 400 m Hürden
| Platz | Athletin            | Land | Zeit (s) |
| ----- | ------------------- | ---- | -------- |
| 1     | Ulrike Heinz        | FRG  | 58,40    |
| 2     | Tracey Allen        | GBR  | 59,18    |
| 3     | Iris Gauch          | FRG  | 59,34    |
| 4     | Miriam Alonso       | ESP  | 59,37    |
| 5     | Yolanda Tello       | ESP  | 59,86    |
| 6     | Margaret Perske     | FRA  | 60,89    |
| 7     | Laurence Prevosteau | FRA  | 60,98    |
| 8     | Joanna Cadman       | GBR  | 62,61    |

### 4 × 100 m Staffel
| Platz | Besetzung      | Land                                                                | Zeit (s) |
| ----- | -------------- | ------------------------------------------------------------------- | -------- |
| 1     | Frankreich     | Cécile Peyre Valérie Jean-Charles Megalie Simonieck Odiah Sidibé    | 44,47    |
| 2     | Großbritannien | Christine Bloomfield Sallyanne Short Paula Thomas Stephanie Douglas | 45,61    |
| 3     | Spanien        | Susana Solanas Yolanda Díaz Carmen Garcia-Campero M. Paz Minicozzi  | 45,70    |
| DSQ   | BR Deutschland | Melanie Paschke Andrea Schmidt Claudia Gebhart Stefanie Hütz        |          |

### 4 × 400 m Staffel
| Platz | Besetzung      | Land                                                                    | Zeit (min) |
| ----- | -------------- | ----------------------------------------------------------------------- | ---------- |
| 1     | Frankreich     | Florence Moulineau Catherine Chanfreau Valérie Jaunatre Viviane Dorsile | 3:35,46    |
| 2     | Großbritannien | Paulette McLean Tracey Goddard Blake Griffin                            | 3:37,16    |
| 3     | BR Deutschland | Sandra Burow Andrea Schmidt Martina Wenner Ruth Scheppan                | 3:37,21    |
| 4     | Spanien        | Lluch Angelines Rodriguez Genma Bergasa Alicia Echenique                | 3:42,91    |

### 5000 m Gehen
| Platz | Athletin         | Land | Zeit (h) |
| ----- | ---------------- | ---- | -------- |
| 1     | Olga Sánchez     | ESP  | 22:55,83 |
| 2     | Andrea Brückmann | FRG  | 23:14,08 |
| 3     | Fina Compte      | ESP  | 24:12,10 |
| 4     | Laurence Vion    | FRA  | 24:16,14 |
| 5     | Verity Larby     | GBR  | 24:17,33 |
| 6     | Renate Warz      | FRG  | 25:04,16 |
| 7     | Joanne Pope      | GBR  | 25:33,91 |
| DSQ   | Valérie Lévêque  | FRA  |          |

### Hochsprung
| Platz | Athletin        | Land | Höhe (m) |
| ----- | --------------- | ---- | -------- |
| 1     | Birgit Kähler   | FRG  | 1,87     |
| 2     | Andrea Arens    | FRG  | 1,87     |
| 3     | Barbara Mencik  | FRA  | 1,84     |
| 4     | Maria Martinez  | ESP  | 1,81     |
| 5     | Debi Marti      | GBR  | 1,81     |
| 6     | Beatrice Landes | FRA  | 1,78     |
| 7     | Karen Hambrook  | GBR  | 1,65     |
| NMH   | Marta Palacios  | ESP  | ogV      |

### Weitsprung
| Platz | Athletin           | Land | Weite (m) |
| ----- | ------------------ | ---- | --------- |
| 1     | Katrin Bartschat   | FRG  | 6,42 w    |
| 2     | Caroline Missoudan | FRA  | 6,3100    |
| 3     | Marilyn Sequet     | FRA  | 6,2700    |
| 4     | Susanne Diesing    | FRG  | 6,22 w    |
| 5     | lsabel López       | ESP  | 6,0500    |
| 6     | Karen Hambrook     | GBR  | 6,0500    |
| 7     | Luisa López        | ESP  | 5,8800    |
| 8     | Lorraine Lynch     | GBR  | 5,8400    |

### Kugelstoßen
| Platz | Athletin        | Land | Weite (m) |
| ----- | --------------- | ---- | --------- |
| 1     | Agnes Deselaers | FRG  | 16,35     |
| 2     | Fabienne Locuty | FRA  | 15,64     |
| 3     | Ann Brouzet     | FRA  | 14,86     |
| 4     | Carol Cooksley  | GBR  | 14,17     |
| 5     | Susana Reguela  | ESP  | 13,82     |
| 6     | Alison Grey     | GBR  | 13,71     |
| 7     | Carmen Corona   | ESP  | 13,61     |
| 8     | Ingrid Belz     | FRG  | 13,10     |

### Diskuswurf
| Platz | Athletin        | Land | Weite (m) |
| ----- | --------------- | ---- | --------- |
| 1     | Agnès Teppe     | FRA  | 53,98     |
| 2     | Agnes Deselaers | FRG  | 53,10     |
| 3     | Ingrid Belz     | FRG  | 50,90     |
| 4     | Alice Meyer     | FRA  | 50,38     |
| 5     | Emma Merry      | GBR  | 49,24     |
| 6     | Sonia Codall    | ESP  | 48,80     |
| 7     | Luisa Lafuente  | ESP  | 45,54     |
| 8     | Natalie Hart    | GBR  | 44,04     |

### Speerwurf
| Platz | Athletin        | Land | Weite (m) |
| ----- | --------------- | ---- | --------- |
| 1     | Martine Bègue   | FRA  | 55,02     |
| 2     | Katja Hausmann  | FRG  | 51,66     |
| 3     | Margot Kruber   | FRG  | 51,56     |
| 4     | Carol White     | GBR  | 49,82     |
| 5     | Cécile Gaillard | FRA  | 46,98     |
| 6     | Gail Hornby     | GBR  | 45,50     |
| 7     | Beatriz Fantova | ESP  | 45,20     |
| 8     | Sara Marin      | ESP  | 42,74     |